# 抖动
抖動（英語：Jitter），又可稱為時基誤差，指的是电子学和電信领域中，周期信号与真实周期之间的差异，通常是相当于參考時鐘信號而言。
時基誤差會影響數位類比轉換器的類比輸出。在通訊連結（如USB，PCI-E，SATA，OC-48）中，尤其是採樣訊號的還原過程中，是不希望發生抖動的。
像所有的隨時間變化的訊號一樣，抖動可以被量化，比如均方根，峰-峰值位移；也可以用頻譜分布進行量化。
抖動週期是指一個訊號的兩次峰值之間的時間發生變化的週期。抖動頻率是指抖動週期的倒數。如果抖動頻率對系統影響不大，在低階系統設計中可以不用加以考慮。
在數位音響系統中，抖動是造成音質減損的明顯因素，數位資料沒有錯誤，但是抖動問題較多時、還原的聲音就是差了一截；減少抖動是提高音質的有效方法，例如高精確度的振盪器為系統時脈（有些甚至用原子鐘）、非常精準的CD製作（XRCD）、使用I²S介面、導線機械線路等採用優良的結構及材料等等。

## 取樣訊號還原
任何經過採樣的數位訊號，在還原時需要知道當時的採樣時脈，而在還原點時資訊還沒傳達完成，將使還原的訊號不完美，這在实时系統會造成更嚴重的失真，抖动屬於數位雜訊的一種，成因與解決方式將在下面的章節說明。

## 成因
抖动主要的來源就是電訊號的傳遞時間不同，我們知道任何導線都會有電容，電容就是影響高電位至低電位/ 低電位至高電位的阻礙  (也就是0到1，1到0的充放電時間)，然而不只是導線自己的電容，導線與導線之間的串音效應也會導致導線充電時間的阻礙。這樣的訊號延遲致使類比數位轉換器以及數位類比轉換器發生採樣、還原誤差。除了電容以外，電磁干擾（EMI）也會造成抖动時基誤差。
因此一段好的數位導線必須對以下幾個項目加以設計:
1. 導線電容
2. 導線串音
3. 電磁干擾防護
4. 導線長度
5. 阻抗匹配

除了傳達訊號外，對於時脈訊號的不準確亦有可能造成抖动，例如硬體的嚴重震動，也會影響震盪石英體，使得時脈來源製造出來的方波不再是完美的方波，在這樣的情況下，縱使訊號傳達沒有Jitter，但時鐘的認定已經有了誤差，這樣的情形亦可等效於時基出現了誤差。

## 解決方法
對於抖动的解決方法有以下兩個方向

### 時脈穩定電路
對於時脈來源加以保護，甚至使用多重時脈加以校正，大量降低時脈的誤差，或是鎖相迴路加以校正。

### 傳導線強化設計
1. 導線電容，使用電容較低的材質(例如銀)，可以降低整體導線電容，降低0到1、1到0的充放電時間(高電位至低電位、低電位至高電位的時間)。
2. 導線串音，將導線與導線間的距離拉大，並加入介電係數較低(如空氣)的介質，降低導線與導線間的電容，加以降低串音造成的Jitter影響
3. 電磁干擾防護，導線外皮可以使用不導磁的材質，降低空氣中EMI的干擾，尤其是現在Wifi、3G、4G遍佈的時代，高頻訊號傳輸更亦受到干擾，造成Jitter現象。
4. 導線長度，導線過長有可能會互相交纏，增加串音影響，另外導線長度與電容大小呈現線性關係，因此降低導線長度可以降低Jitter效應。
5. 阻抗匹配，阻抗嚴重不匹配的導線，會使訊號產生反射，嚴重干擾訊號與訊號間的的電位，並影響數位類比轉換器的辨識能力，造成Jitter效應，一般數位線材的阻抗均有嚴格定義。